# Parc national Insurgente José María Morelos
Le parc national Insurgente José María Morelos (espagnol : Parque nacional Insurgente José María Morelos) est un parc national du Mexique situé au Michoacán. Il a une superificie de 43,25 km2 et a été créé le 9 février 1939. Il est administré par la Comisión Nacional de Áreas Naturales Protegidas.